# 조셉 D. 누난 주니어
조셉 D. 누난 주니어 (Joseph Daly Nunan Jr., 1897년 12월 28일 ~ 1968년 2월 21일)는 뉴욕 출신의 미국 정치인이다

## 삶
그는 1897년 12월 28일 브루클린에서 태어났다.
그는 1930년에 뉴욕주 의회(Queens Co., 4th D.)의 일원이었다.
그는 1931년부터 1940년까지 제154, 155, 156, 157, 158, 159, 160, 161, 162대 뉴욕주의회 상원의원을 역임했다. 그는 1938년 뉴욕주 헌법 제정 회의의 대의원이기도 했다.
그는 1944년 3월 1일부터 1947년 6월 30일까지 뉴욕 제1 선거구의 세금 징수관이었다. 당시 그는 Indianapolis Brewing Co.의 사장인 Lawrence Bardin에게 고용되어 Lawrence의 IRS 부채 636,000달러를 35,000달러의 환급액으로 전환했다. 이후 Lawrence는 소득세 탈루 혐의로 유죄 판결을 받고 10개월 동안 감옥에서 복역했다.
조셉 D. 누난 주니어는 1952년 탈세 혐의로 유죄 판결을 받았다. 그는 $90,000 이상의 수입을 숨긴 혐의로 유죄 판결을 받았다. 특히 그는 해리 트루먼이 선거에서 당선될 것이라는 내기를 통해 $1,800달러를 땄지만 이를 세금 신고하지 않았다.
그는 1968년 2월에 사망했다.

## 역대 선거 결과
| 선거명      | 직책명                | 대수  | 정당   | 득표율 | 득표수    | 결과 | 당락             |
| ----------- | --------------------- | ----- | ------ | ------ | --------- | ---- | ---------------- |
| 1930년 선거 | 상원의원 (뉴욕 제2부) | 158대 | 민주당 | 56.85% | 80,973표  | 1위  | 뉴욕 주의원 당선 |
| 1932년 선거 | 상원의원 (뉴욕 제2부) | 159대 | 민주당 | 57.90% | 126,636표 | 1위  | 뉴욕 주의원 당선 |
| 1934년 선거 | 상원의원 (뉴욕 제2부) | 160대 | 민주당 | 62.91% | 105,398표 | 1위  | 뉴욕 주의원 당선 |
| 1936년 선거 | 상원의원 (뉴욕 제2부) | 161대 | 민주당 | 61.34% | 163,238표 | 1위  | 뉴욕 주의원 당선 |
| 1938년 선거 | 상원의원 (뉴욕 제2부) | 162대 | 민주당 | 53.48% | 114,962표 | 1위  | 뉴욕 주의원 당선 |
| 1940년 선거 | 상원의원 (뉴욕 제2부) | 163대 | 민주당 | 47.42% | 159,130표 | 2위  | 낙선             |